# Karl Weidmann
Karl Weidmann   (4 de juliol de 1931) és un remer suís, ja retirat, que va competir durant la dècada de 1950.
El 1952 va prendre part en els Jocs Olímpics d'Estiu de Hèlsinki, on guanyà la medalla de plata en la prova del quatre amb timoner del programa de rem. Formà equip amb Enrico Bianchi, Heinrich Scheller, Emile Ess i Walter Leiser.
En el seu palmarès també destaquen tres medalles al Campionat d'Europa de rem, de plata el 1951 i de bronze el 1953 i 1954.